# Einsteinium
Az einsteinium egy mesterségesen előállított kémiai elem, a periódusos rendszerben a 7. periódusban foglal helyet. Vegyjele Es, rendszáma 99. Fémes és erősen radioaktív transzurán elem, az aktinoidák tagja. Az első hidrogénbomba robbantásakor (1952) fedezték fel melléktermékként, előállítása során plutóniumot bombáznak neutronnal. Bár csak kis mennyiségben érhető el, megállapították, hogy ezüstszínű, a Los Alamos National Laboratory 253Es-sel végzett nyomjelző izotópos vizsgálatai szerint kémiai tulajdonságai megfelelnek egy tipikus három vegyértékű, nehéz aktinoida elemnek. Albert Einsteinről nevezték el, nincs ismert felhasználása.
Mint minden mesterségesen előállított elem, az einsteinium izotópjai is rendkívül radioaktívak, és feltehetően erősen mérgezőek.

## Előállítása
Az einsteinium a természetben nem fordul elő. Az elem előállításának modern eljárásában először plutónium-239-et sugároznak be atomreaktorban több éven keresztül. Az így nyert plutónium-242 izotópot (plutónium(IV)-oxid formájában) alumíniummal keverik és pelletekké formázzák. A pelleteket ezután atomreaktorban körülbelül egy évig további besugárzásnak teszik ki. Ezután további négy hónap besugárzás szükséges más típusú reaktorban. A termék kalifornium és einsteinium keveréke, melyeket aztán el lehet választani egymástól.

## Felhasználása
A tudományos alapkutatáson kívül (mint például más elemek előállítása) az einsteiniumnak nincs ismert alkalmazása.

## Története
Az einsteiniumot elsőként Albert Ghiorso és munkatársai azonosították a Berkeley-beli University of California-n 1952 decemberében. Az első, 1952. novemberi hidrogénbomba robbantás (lásd Operation Ivy) törmelékeit vizsgálták. Ekkor fedezték fel az 253Es izotópot (felezési ideje 20,5 nap), amely az 238U-ból keletkezett 15 neutron befogásával (és hét béta-bomlással). A hidegháborús feszültség miatt ezeket az adatokat 1955-ig titokban tartották.
{\displaystyle \mathrm {^{238}_{\ 94}U\ {\xrightarrow[{-7\ \beta ^{-}}]{+\ 15,\ 16,\ 17\ (n,\gamma )}}\ _{\ \ \ \ \ \ \ \ \ \ \ 99}^{253,\ 254,\ 255}Es} }
Nem sokkal ezt követően einsteinium izotópokat állítottak elő a University of California Radiation Laboratoryban 14N és 238U fúziójával és később a Materials Testing Reactorban plutónium intenzív neutronbesugárzásával.
1961-ben elég einsteinium állt rendelkezésre ahhoz, hogy mikroszkopikus mennyiségű 253Es-at állítsanak elő. A minta tömege mintegy 0,01 mg volt, amit egy speciális mérlegen mértek meg. Az így nyert anyagot a mendelévium előállításához használták. További mennyiséget állítottak elő Tennesseeben az Oak Ridge National Laboratory High Flux Isotope Reactorban, 239Pu neutronokkal történő bombázásával. 1 kg plutóniumból négy évnyi besugárzással és azt követő kémiai elválasztással körülbelül 3 milligramm einsteiniumot hoztak létre.

## Izotópjai
Az einsteinium tizenkilenc radioizotópját írták le., melyek közül az 252Es a legstabilabb 471,7 nap felezési idővel. Az 254Es felezési ideje 275,7 nap, az 255Es-é 39,8 nap és az 253Es-é 20,47 nap. A többi radioaktív izotóp felezési ideje nem haladja meg a 40 órát, a többségé 30 percnél is kevesebb. Ennek az elemnek három metastabil állapota ismert, ezek közül a legstabilabb az 254mEs (t½ 39,3 óra). Az einsteinium izotópjainak atomtömege a 240,069 u (240Es) és 258,100 u (258Es) közötti tartományba esik.

## Ismert vegyületei
Az alábbi lista felsorolja az einsteinium összes ismert vegyületét:
- EsBr2, einsteinium(II)-bromid
- EsBr3, einsteinium(III)-bromid
- EsCl2, einsteinium(II)-klorid
- EsCl3, einsteinium(III)-klorid
- EsF3, einsteinium(III)-fluorid
- EsI2, einsteinium(II)-jodid
- EsI3, einsteinium(III)-jodid
- Es2O3, einsteinium(III)-oxid

## Fordítás
Ez a szócikk részben vagy egészben az Einsteinium című angol Wikipédia-szócikk ezen változatának fordításán alapul.  Az eredeti cikk szerkesztőit annak laptörténete sorolja fel. Ez a jelzés csupán a megfogalmazás eredetét és a szerzői jogokat jelzi, nem szolgál a cikkben szereplő információk forrásmegjelöléseként.